# 에콜 나발
에콜 나발(프랑스어: École navale)은 프랑스의 해군사관학교로, 프랑스 해군의 장교를 양성하는 기관이다. 선박과 잠수함, 프랑스 해군 항공대, 프랑스 해군 육전대(프랑스어: Fusiliers marins)과 해군 특수부대(프랑스어: Commandos Marine) 소속 장교들과 참모들을 양성한다. 에콜 나발과 그 부속 연구기관(프랑스어: Institut de recherche de l'École navale, IRENav)은 브르타뉴 랑베오크에 소재하고 있다.